# Tabanus candidus
Tabanus candidus är en tvåvingeart som beskrevs av Ricardo 1913. Tabanus candidus ingår i släktet Tabanus och familjen bromsar.
Artens utbredningsområde är Taiwan. Inga underarter finns listade i Catalogue of Life.